# NHK 마쓰야마 방송국
NHK 마쓰야마 방송국(NHK 松山放送局)은 에히메현을 방송구역으로 하는 NHK의 공영 지역방송국이며 중파·FM라디오·텔레비전 방송을 담당하고 있다. 사실 NHK 마쓰야마 방송국은 에히메현에 최초 방송국이다.
시코쿠 지방을 총괄하는 방송총국급 지역방송국으로 개국 당시 콜사인은 JOVG이었지만 1948년 JOZK으로 변경되었다.

## 연혁
- 1941년 3월 9일 - 마쓰야마 방송국 방송 개시(호출 부호 JOVG).
- 1943년 12월 1일 - 오사카 중앙국 마쓰야마 분실(시코쿠 4현 관할) 설치.
- 1945년 1월 1일 - 마쓰야마 분실 중앙 방송국으로 승격.
- 1946년 9월 1일 - 라디오 제2방송 개시.
- 1948년 7월 1일 - 라디오 제1방송의 호출 부호를 JOZK, 제2방송 호출 부호를 JOZB로 변경.
- 1957년 5월 29일 - 종합 텔레비전 방송 개시(호출 부호 JOZK-TV).
- 1962년 6월 1일 - 교육 텔레비전 방송 개시(호출 부호 JOZB-TV).
- 1969년 3월 1일 - FM방송 개시(호출 부호 JOZK-FM).
- 2006년 6월 21일　현내 4개 민방과 동시에 지상 디지털 텔레비전 시험 방송 개시.
- 2006년 10월 1일 지상파 디지털 텔레비전 방송 개시.
- 2011년 7월 24일 - 지상파 아날로그 텔레비전 방송 종료

## 채널·주파수
- 종합 텔레비전 마쓰야마본국 16ch(JOZK-DTV)
- 교육 텔레비전 마스야마본국 13ch(JOZB-DTV)
- 라디오 제1방송 마쓰야마본국 963kHz(JOZK,5kW)
- 라디오 제2방송 마쓰야마본국 1512kHz(JOZB,5kW)
- FM방송 마쓰야마본국 87.7MHz(JOZK-FM,1kW)

## 에히메현에 있는 다른 텔레비전·라디오 방송국
- 난카이 방송(RNB)(TV는 니혼 TV 계열국, 라디오는 JRN&NRN계열국)
- 에히메 아사히 TV(eat)(TV 아사히 계열)
- 아이 TV(ITV)(도쿄 방송 계열)
- TV 에히메(EBC)(후지 TV 계열)
- FM에히메(JFN 계열)